# Thaltej
Thaltej is een census town in het district Ahmedabad van de Indiase staat Gujarat. 

## Demografie
Volgens de Indiase volkstelling van 2001 wonen er 42699 mensen in Thaltej, waarvan 53% mannelijk en 47% vrouwelijk is. De plaats heeft een alfabetiseringsgraad van 80%. 